# Azra Duliman
Azra Duliman, född 14 februari 1986 i Bosnien-Hercegovina, var vinnaren av Fröken Sverige 2009. Hon flyttade till Sverige från Bosnien och Hercegovina när hon var sju år gammal och studerar för närvarande[när?] juridik i Stockholm och arbetar på en advokatbyrå. Duliman deltog inte i Miss Universum 2009, eftersom organisationen Fröken Sverige hade förlorat sin licens att utse deltagare till denna tävling.[källa behövs]